# Kænozoikum
Jordens seneste og nuværende geologiske æra hedder Kænozoikum (græsk: kainos: for ny og zoon for dyr; 'nye dyrs tidsalder') og er den yngste af de 3 geologiske æraer i æonen Phanerozoikum. Opdelingen af tiden i æraer går tilbage til det 19. århundrede. Kænozoikum omfatter tidsperioden fra 65,5 millioner år siden til i dag.
Kænozoikum er opdelt i de tre perioder Kvartær, Neogen og Palæogen.
Kænozoikum er pattedyrenes tidsalder. Igennem Kænozoikum udviklede pattedyrene sig fra nogle små simple former til både landlevende, havlevende og flyvende pattedyr. Kænozoikum er også savannernes tid – eller symbiosen mellem dækfrøede planter og insekter. Fugle udviklede sig også betydeligt i Kænozoikum.
Geologisk er Kænozoikum æraen hvor kontinenterne flyttede sig til deres nuværende placeringer. Australien deltes fra Gondwanaland og "drev" nordpå; Antarktis flyttede sig til sin nuværende position over Sydpolen; Atlanterhavet blev bredere – og senest er Sydamerika kortvarigt blevet landfast med Nordamerika.